# Stundwiller
Stundwiller – miejscowość i gmina we Francji, w regionie Grand Est, w departamencie Dolny Ren.
Według danych na rok 1990 gminę zamieszkiwały 263 osoby, a gęstość zaludnienia wynosiła 79 osób/km² (wśród 903 gmin Alzacji Stundwiller plasuje się na 620. miejscu pod względem liczby ludności, natomiast pod względem powierzchni na miejscu 599.).